# Das Leben der Bilder oder die Kunst des Sehens
Das Leben der Bilder oder die Kunst des Sehens (im engl. Original: About Looking, 1980) ist eine von Stephen Tree übersetzte und 1981 veröffentlichte Sammlung von 13 Aufsätzen und Essays John Bergers, die zwischen 1966 und 1981 erschienen sind. Dem Buch ist ein Vorwort von Birgitta Ashoff mit dem Titel Von der Freiheit des lesenden Blicks. Über John Berger beigegeben.
Berger kommentiert eine Reihe von Künstlern und eine Auswahl ihrer Kunstwerke und verdeutlicht an diesen Beispielen seine anti-traditionelle Form der Kunstkritik, in der es ihm nicht um die Entdeckung zeitloser Schönheit, sondern um den Beitrag der Kunst zur Darstellung sozialer Widersprüche geht.
Berger sieht sich in der Tradition der 68er-Bewegung und sucht Wege der Überwindung einer Betrachtung von Kunst ausschließlich unter ästhetischen Gesichtspunkten, wie sie in zeitgenössischen BBC-Sendungen durch Kenneth Clark, einen Direktor der Londoner National Gallery, vertreten wurde.

## Methode
Im letzten Essay („Feld“) entwickelt er seine Theorie der Wahrnehmung aus der reflektierten Erfahrung eines Spaziergangs. Ein zunächst beiläufiges Bemerken von sinnlichen Ereignissen über oder in der Nähe eines Feldes wird durch den Beobachter erweitert und die Gleichzeitigkeit der Ereignisse zur Konstruktion von Zusammenhängen und Bedeutungen genutzt. „Das Feld, vor dem Du stehst, scheint dieselben Proportionen zu haben wie Dein eigenes Leben.“ Dieser Weg von der Zufälligkeit über die Fokussierung zur Erweiterung und Konstruktion von Bedeutungen ist das Modell für seine 12 vorhergehenden Fallanalysen, in denen er seine „Kunst des Sehens“ exemplifiziert.

## Fallanalysen
Bergers Kunstkritik nutzt wechselnde Ausgangspunkte für die Konstruktion von Bedeutungen. Diese Standpunkte, so zufällig sie bisweilen erscheinen mögen, führen konsequent zu diskussionswürdigen Urteilen („mehr oder weniger misslungen“, „konformistisch“, Szenen „wie auf einer Theaterbühne“) und schaffen mögliche Bedeutungsräume. Damit demonstriert er die Offenheit der Herstellung von erklärenden Bezügen.
So untersucht Berger Pinselstriche, Malweisen (Jean-Francois Millet, Georges de la Tour, Francis Bacon, Georges Rouault) und skulpturale Arbeitsweisen (Alberto Giacometti, August Rodin) sowie die Wahl des Sujets (August Sander, Millet, La Tour), aber erweitert diese werkimmanenten Ansätze um biografische (William Turner, Frans Hals, Rodin), weltanschauliche (Giacometti) und sogar eine „geografische Interpretation“ (Gustave Courbet).
Wie undogmatisch er dabei vorgeht, zeigt sich z. B. daran, dass er bei Turner den Einfluss seiner Kindheits- und Jugendimpressionen relativiert, die er bei Courbet für die Erklärung von dessen Materialität und Dichte der Bilder nutzt. So führt er „ein neues Gespräch mit sich selbst und seiner Umgebung“.